# Calathea koernickeana
Calathea koernickeana är en strimbladsväxtart som beskrevs av Paul Paulus Fedorowitsch Horaninow. Calathea koernickeana ingår i släktet Calathea och familjen strimbladsväxter. Inga underarter finns listade.